# Jakarta
Jakarta (indonezijski: Jakarta, ranije Batavia, Sunda Kelapa, Djakarta) je glavni i najveći grad Indonezije. U gradu živi 10.075.310 stanovnika po podacima iz 2014., a u gradskoj aglomeraciji je po posljednjim podacima 30.214.303 stanovnika. Površina grada je 661,52 kilometara kvadratnih. Grad se nalazi na sjeverozapadnom djelu otoka Jave.
Jakarta po broju stanovnika spada u skupinu od 50 najvećih gradova na svijetu.
Nusantara će zamijeniti Jakartu kao nacionalnu prijestolnicu 17. kolovoza 2024. (Dan neovisnosti Indonezije), položaj koji grad ima od proglašenja neovisnosti zemlje 1945.

## Zemljopisne karakteristike
Grad leži na sjeverozapadu otoka Java na ušću rijeke Ciliwung u Javanski zaljev koji je dio Javanskog mora, na površini od 662 km² zemljišta te 6977 km² vodene površine. Uz Dili jedini je azijski glavni grad koji se nalazi na južnoj hemisferi. 
Grad Jakarta ima izrazito nepovoljan položaj što se tiče nadmorske visine koja se kreće od -2 metra (ispod razine mora) do nekih 50 metara nadmorske visine prosječne nadmorske visine 8 metara. Dok je južni dio grada brežuljkast oko 40 % površine sjevernog dijela grada koji je poprilično ravan nalazi se ispod razine mora što za vrijeme velikih kiša stvara probleme s odvodnjom. Uz rijeku Ciliwung koja razdvaja grad na zapadni i istočni dio, gradom teku i Pesanggrahan te Sunter. Uz sve probleme s odvodnjom grad Jakarta zbog opterećenja na zemljište koje stvara tone prosječno godišnje između 5 i 10 centimetara, a u sjevernom dijelu i do 20 cm. Grad godinama ulaže u zaštitne barijere i druga rješenja da bi se spriječila prijetnja da more prodre u grad na područja s negativnom nadmorskom visinom.

## Klima
Grad Jakarta se nalazi na području tropske monsunske klime s izrazitim kišnim monsunskim razdobljem te izrazito sušnim razdobljem vremena tijekom klimatološke godine. 
Kišno razdoblje traje duži dio godine od listopada pa do svibnja s vrhuncem sezone u siječnju i veljači te u tom razdoblju prosječno padne oko 299,7 mm kiše po metru kvadratnom.

## Povijest
Grad je osnovan početkom 16. stoljeća kao Sunda Kalepa. Od 1527. grad se nalazi pod vlašću sultanata Bantem, tad je i dobio ime Jakarta.
Krajem 16. stoljeća na Javu dolaze Nizozemci koji su 1619. godini osvojili grad i osnovali tvrđavu Batavia. Jak potres je uništio grad 1699. godine.
U razdoblju od 1942. do 1945. godine grad je bila zauzela japanska vojska. Odmah po završetku Drugog svjetskog rata, Indonezija je proglasila nezavisnost, ali grad je zauzela nizozemska vojska i držala ga pod svojom kontrolom sve do 1949. Nakon odlaska nizozemske vojske Jakarta je proglašena glavnim gradom Indonezije.

## Znamenitosti, kultura i školstvo
- Stari grad
  - Trg Indonezija
  - Zamak iz 18. stoljeća
- Džamija Istiqlal

Grad ima puno muzeja od kojih je najpoznatiji - Nacionalni muzej Indonezije.
Grad ima više desetaka sveučilišta s brojnim fakultetima. 

## Gradovi prijatelji
Jakarta ima ugovore o prijateljstvu sa sljedećim gradovima;
| - Shanghai - Peking - Berlin - Istanbul - Los Angeles - država Novi Južni Wales - Casablanca | - Moskva - Pariz - Rotterdam - Budimpešta - Atena - Bangkok - Tokyo - Sydney |